# Styracosaurus
Styracosaurus albertensis is een uitgestorven plantenetende ornithischische dinosauriër, behorend tot de groep van de Ceratopia, die 75 miljoen jaar geleden tijdens het Laat-Krijt leefde in het gebied van het huidige Canada.
Het eerste fossiel van Styracosaurus werd in 1913 in Alberta gevonden. Het geslacht kreeg datzelfde jaar zijn naam, die 'stekelsauriër' betekent, toen de typesoort Styracosaurus albertensis benoemd werd. Daarna werden nog eens vier soorten benoemd maar daarvan denken de geleerden nu dat het toch om S. albertensis gaat of om andere Centrosaurinae. Van Styracosaurus zijn drie vrij complete skeletten gevonden en een aantal gedeeltelijke schedels. Hoewel veel details nog onduidelijk zijn, kregen de wetenschappers zo toch een redelijk beeld van de bouw van het dier.
Styracosaurus was een zwaargebouwde dinosauriër met een lengte van ruim vijf meter en een gewicht van twee ton die stevig op vier sterke poten stond. Zijn kop was heel groot en droeg voor op de neus een lange recht omhoogstekende hoorn waarmee roofsauriërs als Daspletosaurus afgeweerd konden worden. Boven de ogen had het dier echter geen wenkbrauwhoorns. Achteraan groeide op de kop een grote schedelkraag waarvan de rand bezet was door lange stekels. Misschien dienden die om nek en rug te beschermen maar ze zijn vermoedelijk ook gebruikt om mee te pronken. De kop had vooraan een grote tandeloze snavel waarmee planten konden worden afgebeten. Die werden door opeengepakte rijen tanden verder verknipt en daarna ingeslikt om in de grote buikholte verteerd te worden.

## Vondst en naamgeving
In de zomer van 1913 vond Charles Hazelius Sternberg — vaak wordt ten onrechte diens zoon Charles Mortram Sternberg als ontdekker genoemd omdat die de expeditie vergezelde — in het gebied van het huidige Dinosaur Provincial Park in Alberta, in de Sternberg Quarry 106 bij Happy Jack Ferry, een schedel van een grote ceratopide. De Sternbergs waren dat seizoen ingehuurd door de Geological Survey of Canada.

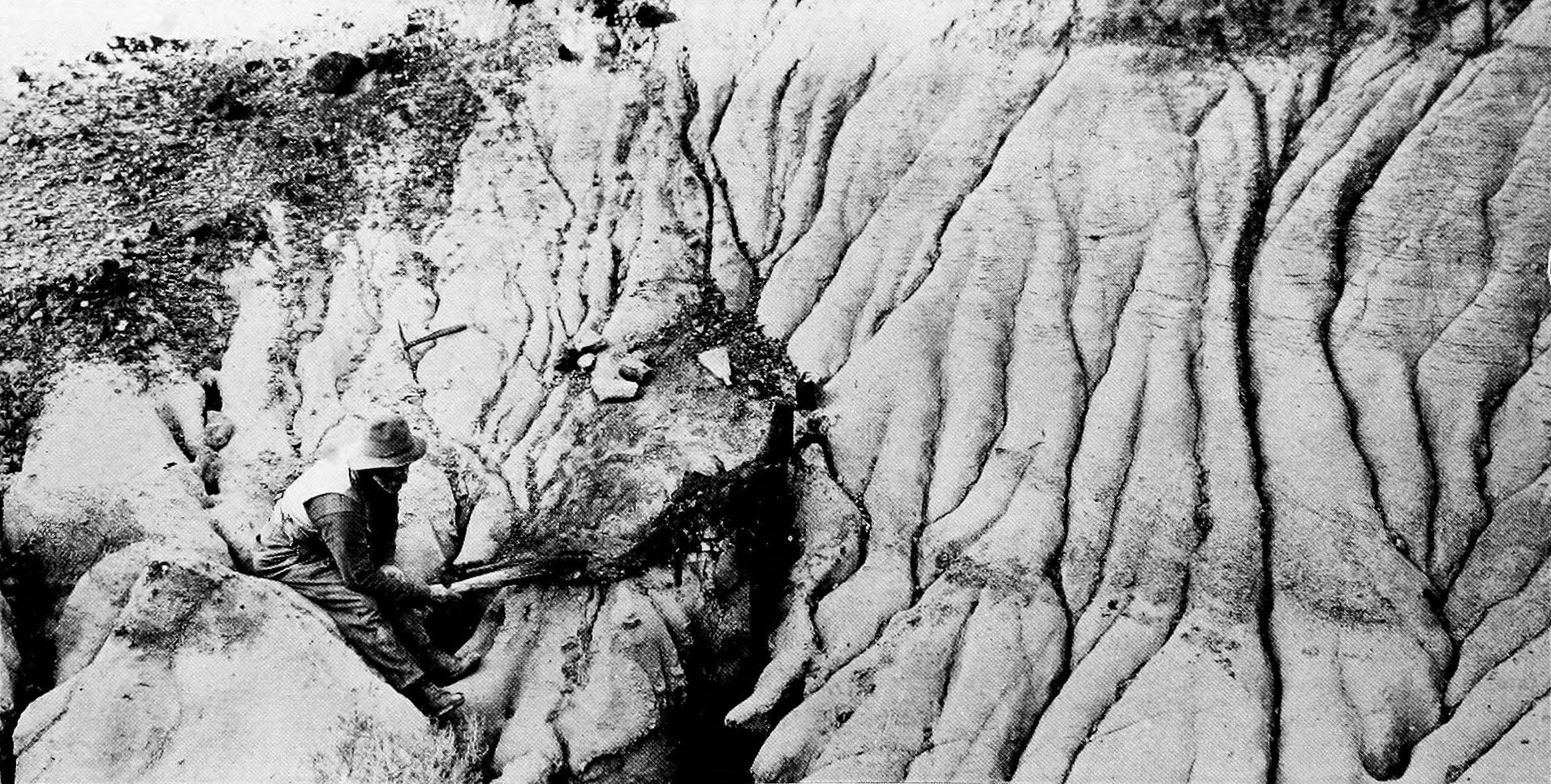
C.H. Sternberg graaft het holotype op

Hetzelfde jaar nog werd de typesoort Styracosaurus albertensis benoemd en beschreven door Lawrence Morris Lambe. De geslachtsnaam is afgeleid van het Oudgriekse στύραξ, styrax, 'stekel aan het ondereinde van een speerschacht'. De soortaanduiding verwijst naar Alberta.
Het holotype NMC 344 (eerder NMC 25441) is gevonden in een laag van de bovenste Dinosaur Park Formation die dateert uit het late Campanien, ongeveer 75,5 miljoen jaar geleden. Het bestaat uit de schedel die door C.H. Sternberg zelf gerestaureerd was. Hierbij werd door hem, om het belang van het exemplaar te verhogen, de door erosie vrijwel verdwenen rechterzijde met gips zo bekwaam aangevuld dat Lambe meende dat die slechts licht beschadigd was. In 1935 werd de vindplaats in opdracht van de University of Toronto weer opengelegd door een andere zoon, Levi Sternberg die nog bij de oorspronkelijke opgraving aanwezig was geweest, en die ontdekte toen ook de onderkaken en een belangrijk deel van de rest van het skelet, verspreid over een vrij groot gebied; de bedekkende aarde was weggespoeld door een stroompje dat zijn koers verlegd had. Enige jaren later werden de aanvullende elementen geruild met het National Museum of Canada, het huidige Canadian Museum of Nature, voor het fossiel van een gepantserde dinosauriër zodat ze met de schedel verenigd konden worden. Het geheel wordt nu als één skelet tentoongesteld; een groot deel daarvan is met gips gerestaureerd. In 1935 vond L. Strernberg ook specimen ROM 1436: een stuk wandbeen.

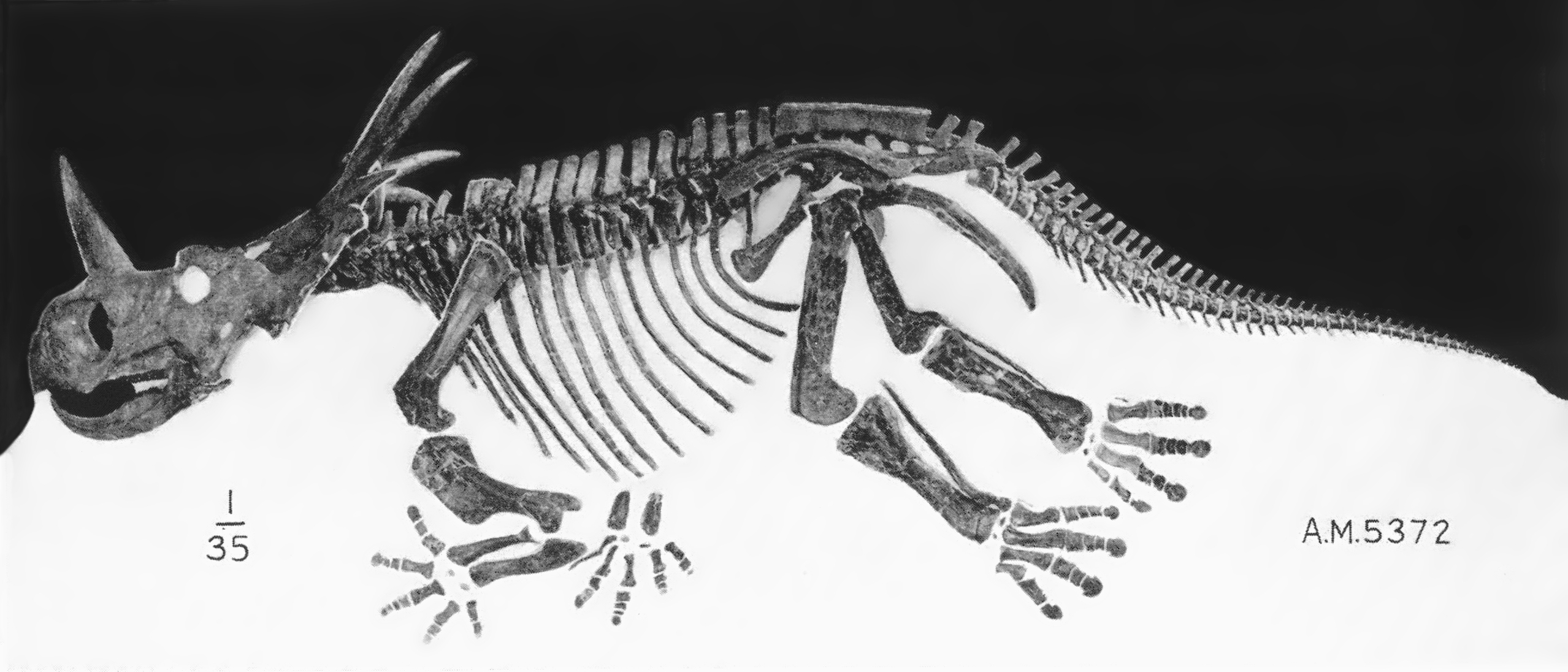
AMNH 5372 zoals in 1937 tentoongesteld in het AMNH

In 1915 vond Barnum Brown in Alberta een tweede skelet, specimen AMNH 5372. Twintig jaar lang werd dit aangezien voor een exemplaar van Monoclonius maar toen het eindelijk geprepareerd werd, bleek die identificatie onjuist. Het skelet, dat min of meer in de positie waarin het gevonden was, werd opgesteld, benoemde Brown in 1937 samen met Erich Maren Schlaikjer als een tweede soort van Styracosaurus: Styracosaurus parksi, nadat eerst voor een tijdje informeel de naam Styracosaurus borealis gebruikt was. De soortaanduiding eert wijlen William Arthur Parks omdat die specimen NMC 344 aan het American Museum of Natural History uitleende ter vergelijking. Brown en Schlaikjer meenden allerlei verschillen met S. albertensis ontdekt te hebben in het squamosum maar later onderzoek wees uit dat die voornamelijk veroorzaakt waren door een onjuiste restauratie van dit achterste schedelbot; van het specimen was alleen de achterste onderkant van de schedel bewaard gebleven. S. parksi wordt daarom tegenwoordig beschouwd als een jonger synoniem van S. albertensis waarvan dus minstens twee skeletten bekend zijn.

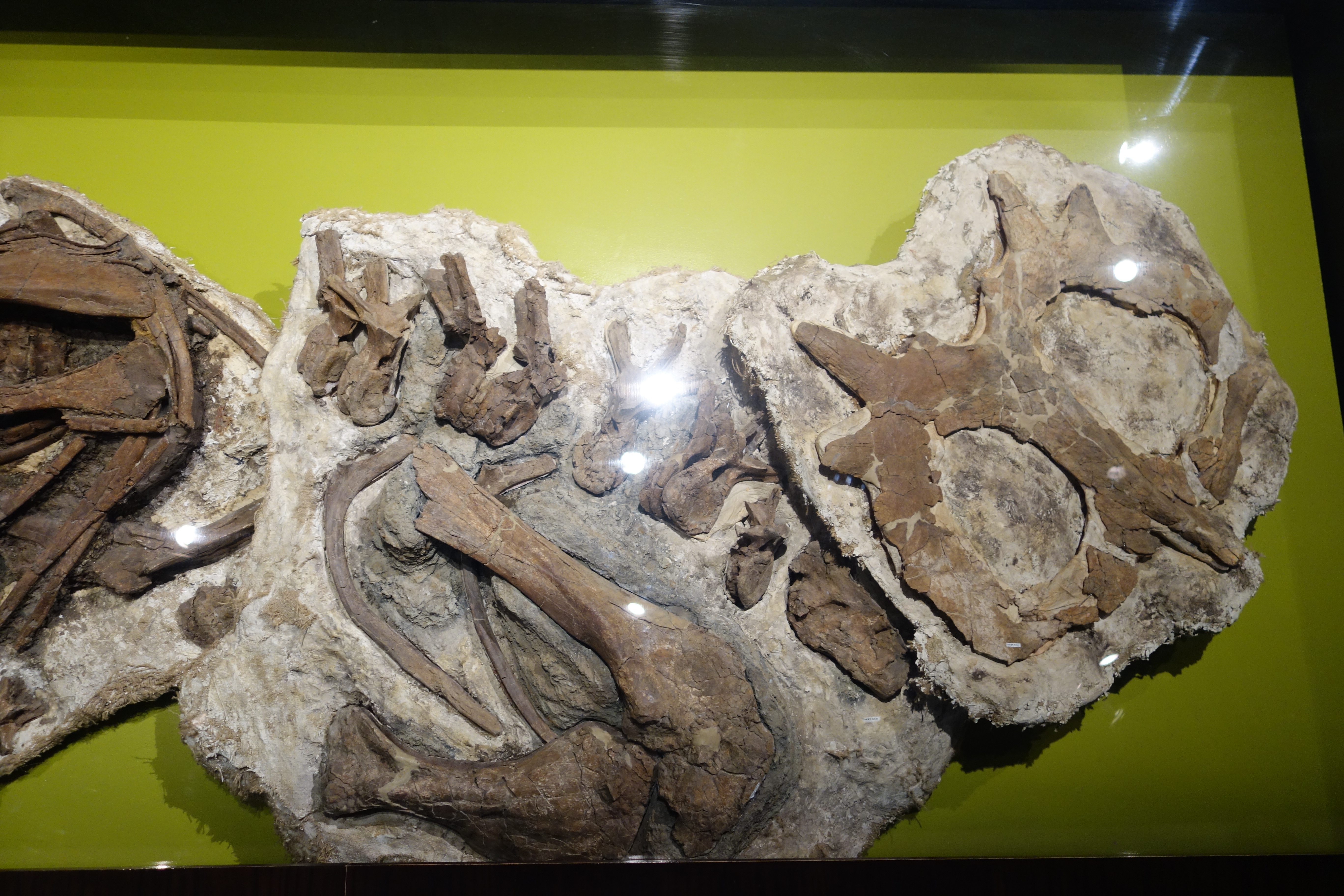
TMP 89.97.1

Tegen het eind van de twintigste eeuw zijn nog enkele fragmentarische fossielen ontdekt. Daartoe behoren de specimina TMP 86.126.1: een gedeeltelijke schedel; TMP 88.36.20: een stuk wandbeen; en TMP 89.97.1: een vrij compleet skelet met schedel van een jongvolwassen dier dat nog slechts gedeeltelijk is geprepareerd, gevonden bij de Sage Creek. Verder is er in Alberta een groot aantal losse botten opgegraven in het zogenaamde Bone Bed 42. Twee schedels die in 1917 door de Sternbergs aan het British Museum of Natural History waren verkocht en daar werden gedetermineerd als Styracosaurus, zijn in 2011 benoemd als het aparte geslacht Spinops.
In 1930 benoemde Charles Whitney Gilmore een derde soort: Styracosaurus ovatus, op basis van een in 1928 in Montana (VS) gevonden schedel. In 2010 echter werd S. ovatus hernoemd tot een eigen geslacht Rubeosaurus. Ook in 1930 hernoemde Oliver Perry Hay Monoclonius sphenocerus Cope 1890 tot een vierde soort: Styracosaurus sphenocerus. Vaak wordt abusievelijk aangegeven dat Lambe in 1915 de naamgever was; in feite had deze slechts dat jaar deze soort in Styracosaurus geplaatst zonder de nieuwe combinatienaam te gebruiken — wat hij overigens ook al in 1913 gedaan had. Dit specimen bestaat uit een gebroken hoorn die weinig onderscheidend is en de soort wordt daarom tegenwoordig beschouwd als een nomen dubium. Stephen en Sylvia Czerkas vermeldden in 1990 in een fotobijschrift een Styracosaurus makeli maar gaven geen beschrijving zodat dit een nomen nudum bleef; later werd het materiaal benoemd als Einiosaurus.
Van Styracosaurus albertensis was lange tijd alleen de schedel enigszins nauwkeurig beschreven, eerst door Lambe op een moment dat de onderste zijkant nog niet geprepareerd was en in 2007 door Michael Ryan, die zich echter sterk op de structuur van hoorns en stekels concentreerde. Het overige, postcraniale, skelet werd slechts oppervlakkig behandeld door Brown die daarbij de vondsten van Levi Sternberg grotendeels verwaarloosde. In 2013 echter beschreef Ryan ook de postcrania. In 2019 beschreef een studie de variatie in schedelvorm naar aanleiding van de vondst in mei 2015 van een zeer compleet skelet met schedel tot 2018 opgegraven bij Duchess, specimen UALVP 55900. De studie concludeerde dat Rubeosaurus toch een jonger synoniem is van Styracosaurus albertensis. In 2020 werd een skelet met schedel van een jong dier beschreven, specimen TMP 2009.080.0001, gevonden in 2008 door James Wood.

## Beschrijving

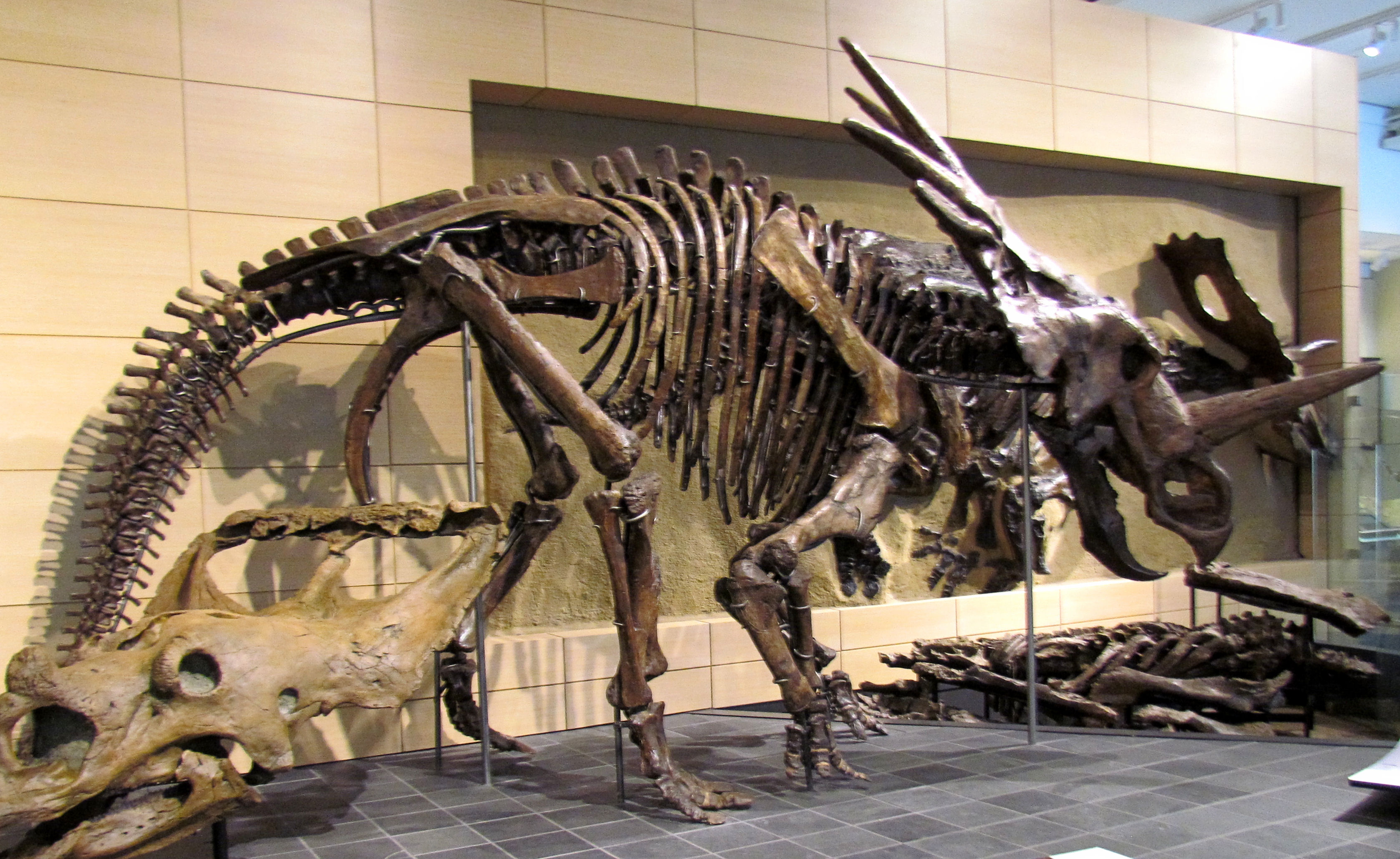
Het skelet van het holotype in het Canadian Museum of Nature

### Algemene bouw, grootte en onderscheidende kenmerken
Styracosaurus is een middelgrote centrosaurine. Gregory S. Paul schatte in 2010 de lichaamslengte op vijfhonderdtien centimeter, het gewicht op 1,8 ton. Dit is lager dan eerdere schattingen. Dale Russell gaf het holotype als vijfhonderdvijftig tot vijfhonderdtachtig centimeter lang met een heuphoogte van honderdvijfenzestig centimeter; Peter Dodson mat bij het skelet in het AMNH een lengte van vijfhonderdveertig centimeter en een heuphoogte van honderdvijfenzeventig centimeter. Het verschil wordt veroorzaakt doordat volgens Paul de skeletten met te lange staarten gereconstrueerd zijn.

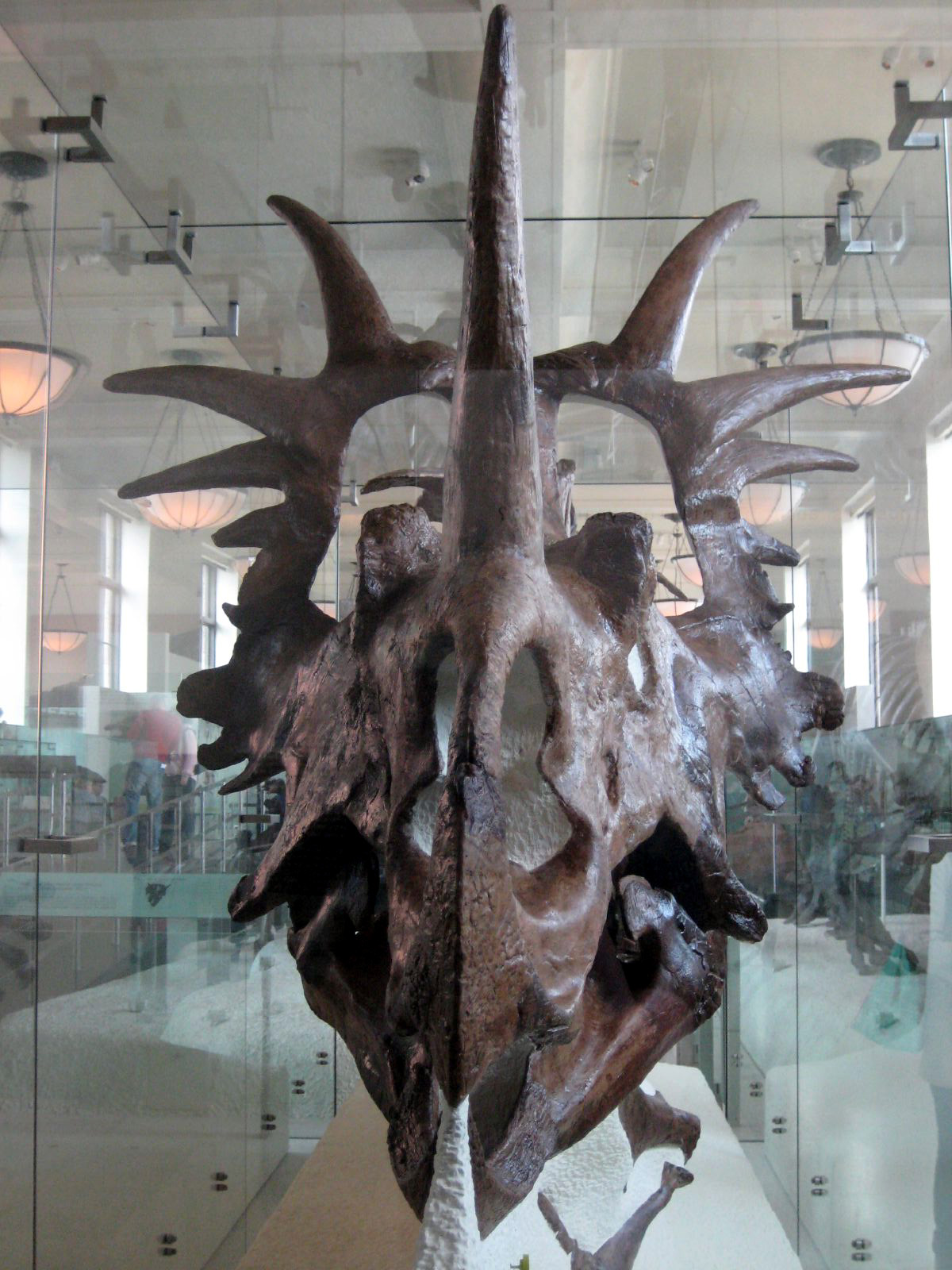
Vooraanzicht schedel in het AMNH met een te lange neushoorn

Net zoals andere ceratopiërs, zoals de chasmosaurinen Triceratops en Chasmosaurus, heeft Styracosaurus een hoorn op de neus en een nekschild. Hij heeft een wat gedrongen bouw met een zelfs voor een ceratopiër relatief grote kop en een vrij slanke staartbasis. Zijn geslachtsnaam vindt haar oorsprong in het meest opvallende kenmerk: de naar achter gerichte stekels die zich op de achterzijde van het nekschild bevonden. Volgens Brown maakten deze stekels Styracosaurus tot de meest bijzondere van alle ceratopiërs en het dier heeft naast Triceratops bij het grote publiek uit die groep de meeste bekendheid verworven. Volgens Dodson was de ontdekking van C.H. Sternberg 'een van de meest spectaculaire schedels die ooit gevonden is'. Rubeosaurus die vroeger bij het geslacht Styracosaurus ingedeeld werd, bezit in een grovere bouw in wezen dezelfde trekken.
Lambe gaf in 1913 een diagnose in de vorm van een opsomming van opvallende kenmerken. De schedel is massief gebouwd, langwerpig en eindigt in een puntige snuit. Het nekschild bezit lange, robuuste en puntige stekels die schuin naar achteren en bezijden uitsteken van de achterrand. De wandbeenderen zijn vergroeid en hebben matig grote openingen. De squamosa zijn rechthoekig en beperken zich tot het voorste gedeelte van het schild. De fontanel achter de voorhoofdsbeenderen is groot. Het bovenste slaapvenster loopt achteraan wijd uit. De neushoorn is groot en staat recht overeind vanuit de achterkant van de neusbeenderen. De wenkbrauwhoorns zijn zwak ontwikkeld. Deze kenmerken zijn naar huidige inzichten nog steeds onderscheidend ten opzichte van de naaste verwant Centrosaurus, met uitzondering van de overeenkomende vorm van de hoorns.
Ryan stelde in 2007 een moderne diagnose vast die zich volledig concentreerde op de stekels van de schedelkraag. Styracosaurus vertoont het volgende unieke patroon. De eerste groeikern voor een stekel of osteoderm op het wandbeen bevindt zich naast de middenlijn van het nekschild onder de bovenrand en neemt de vorm aan van een kort uitsteeksel dat naar voren of achteren steekt. De tweede groeikern heeft de vorm van een klein uitsteeksel op de binnenkant van de middelste inkeping van de schedelkraag; het is naar binnen gekromd of soms lipvormig naar achteren en beneden gebogen. Groeikernen drie en vier zijn gevormd als lange, schuin naar boven en zijwaarts gerichte, stekels. Deze 'derde' stekels lopen ten opzichte van elkaar links en recht uiteen en nemen de hoogste positie op de schildrand in. Ze zijn langer dan de 'vierde' stekels. Posities vijf, zes en zeven op het wandbeen, lager en meer naar voren op het nekschild, hebben de vorm van kortere stekels of driehoekige huidverbeningen.

### Skelet

#### Schedel en onderkaken

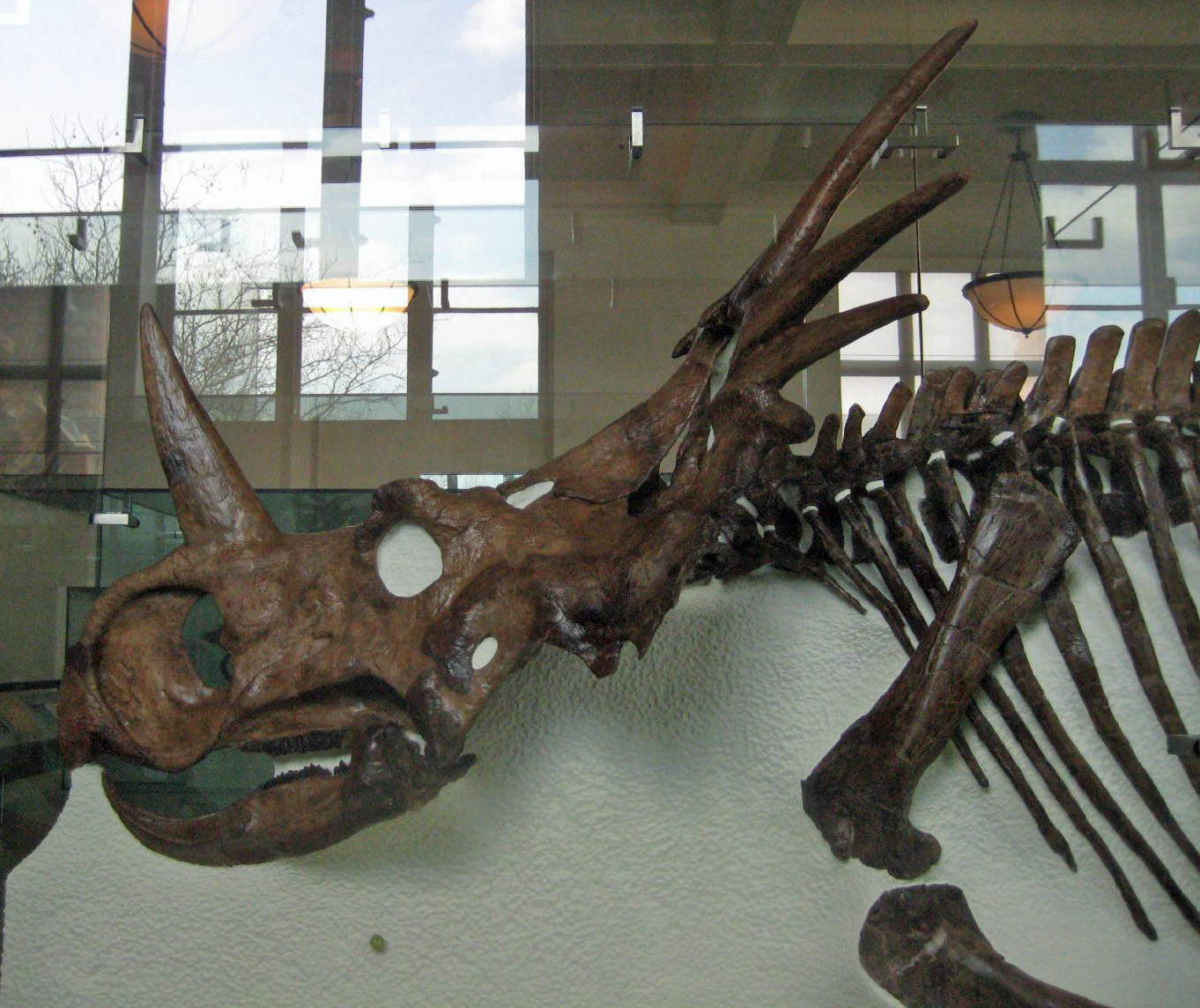
Zijaanzicht schedel in het AMNH. Alleen de donkere elementen zijn echt, de lichtbruine bestaan uit gips

De schedel van Styracosaurus, bij het holotype met een lengte van ongeveer 184 centimeter inclusief stekels, heeft in zijaanzicht min of meer de vorm van een dikke rechthoek. Vooraan kromt een enorme en hoge bovensnavel naar beneden, gevormd door het rostrale. Op de bovenhoek bevinden zich een aantal langwerpige verruwingen, ten dele gevormd door een hoge opgaande tak van de praemaxilla, die bij leven vermoedelijk bedekt waren door hoornlagen. Daarachter steekt een krachtige hoorn met ovale basis, zeventien bij elf centimeter, omhoog, iets naar voren gericht en naar achteren gebogen. Van de hoorn tonen de fossielen alleen de beenkern; ook die had bij het levende dier een hoornschacht die de lengte met een derde verhoogde, zodat hij in het opgestelde skelet van het holotype die van de hele snuit verre overtreft. Volgens Ryan echter heeft men de lengte bij de restauraties van de meestal afgebroken beenkernen sterk overdreven. Zo kreeg het holotype een hoorn van zevenenvijftig centimeter, terwijl een reparatie aan de hand van Centrosaurus slechts een lengte van achtentwintig centimeter zou opleveren; hij kon geen enkel specimen vinden met een hoornkern langer dan dertig centimeter. Dat betekent dat ook het skelet van het AMNH een anderhalfmaal te lange hoorn heeft. De ruimte van de hoge snuit wordt vóór de basis van de neushoorn grotendeels ingenomen door een gigantisch neusgat waarvan de onderkant bollend uitsteekt in de bovenkaakrand. Tussen deze bolling en de beenkern van de bovensnavel bevindt zich geen diepe inkeping. De neusbeenderen vormen onder de neushoorn intern een stevige boog, uitlopend in een dik tussenschot, dat de schok van een stoot kan opvangen. Het neusbeen sluit onderaan aan bij het bovenkaaksbeen. Dit draagt de tanden in een tandenbatterij, waarin de nauw aangesloten stapels bovenaan afsleten zodat een steeds scherpe snijrand gevormd werd. Het aantal tandposities is niet bekend. Tussen de hoorn en het oog is de onderlinge positie van het voorhoofdsbeen, het prefrontale, postfrontale en het traanbeen lastig te bepalen, omdat deze elementen naadloos vergroeid zijn. Achter de postfrontalia is er een vrij grote fontanel zodat er geen volledig gevormd tweede schedeldak is. De vrij kleine en hoge oogkas wordt bovenaan omgeven door het postorbitale. Jonge exemplaren hebben daar een klein piramidevormig uitsteeksel op; bij volwassen dieren krijgt het botoppervlak de textuur van een met bulten en putjes bedekte boog. Een echte wenkbrauwhoorn ontbreekt dus hoewel Lambe meende de aanzet van een aparte rudimentaire hoorn ontdekt te hebben in een kleine ovale uitholling — bij verwanten is een dergelijke afzonderlijke groeikern echter nooit aangetroffen. Onder het oog bevindt zich een groot jukbeen dat puntig tot bijna beneden de onderste onderkaakrand afhangt, uitlopend in een klein epijugale. De achterste hoek van de schedel wordt gevormd door het quadratum dat een neergaande tak van het squamosum raakt, op welk raakpunt ook een dunne uitloper van het quadratojugale uitkomt.

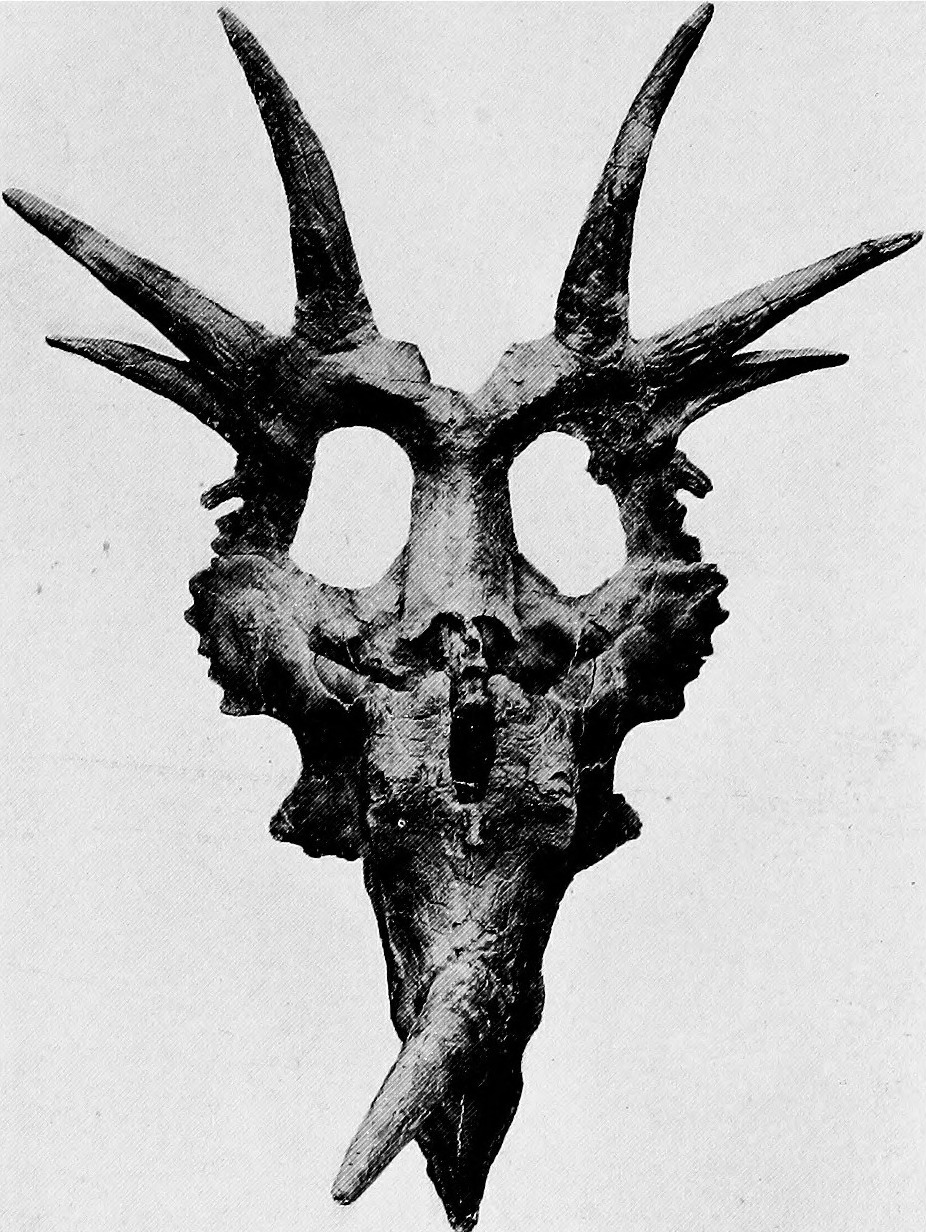
De schedel van het holotype

Het nekschild wordt gevormd door de beide wandbeenderen in het midden en de squamosa aan de voorste zijkanten. In bovenaanzicht is het liervormig met het breedste punt vooraan tussen de bolle squamosa waarna het profiel hol naar binnen buigt om weer te verbreden op het punt waar de grote stekels geplaatst zijn. Op de middenlijn is de bovenrand diep en rond ingekeept. Bij het holotype is het nekschild erg plat maar dit is een gevolg van het feit dat de beenstijl tussen grote openingen in de wandbeenderen, die naar voren toe uitliepen in de breed insnijdende troggen voor de bovenste slaapvensters, afgebroken was en te vlak door C.H. Sternberg weer verbonden werd. In werkelijkheid kromde het schild iets omhoog zodat de langste derde stekels onder een hoek van ongeveer dertig graden schuin omhoog staken, de lengte van de kraag meer dan verdubbelend van 52 naar 108 centimeter. Bij het holotype zijn de vierde en iets kortere vijfde stekel, respectievelijk vijftig en negenendertig centimeter lang, aan hun bases nauw aangedrukt en steekt dit geheel bijna horizontaal zijwaarts uit zodat een rechte hoek gevormd wordt met de derde stekel. Ryan stelde echter in 2007 dat dit ten dele een gevolg was van een pathologische afwijking: de linkerzijde van het schild zou ooit gebroken zijn geweest waarna de basis van de vierde stekel over die van de vijfde vastgroeide. Normaal zouden de stekels dus meer verspreid hebben gestaan. De zesde stekel is veel korter en de zevende heeft meestal de vorm van een driehoekige vastgegroeide huidverbening. Bij het holotype zijn de P1 en de P2, de eerste en tweede epiparietalia van het wandbeen, heel korte uitsteeksels. Bij sommige exemplaren ontbreekt de P2 bijna. Bij UALVP 55900 echter is de P2 langer en vormt de P1 een naar voren gerichte langere beenflap, net als bij Centrosaurus. Ook de P6 is bij dit specimen fors ontwikkeld. De P 5, 6 en 7 zijn nogal variabel. De individuele variatie lijkt op dit punt bij Styracosaurus dus vrij aanzienlijk te zijn. Drie tot vijf van zulke osteodermen staan ook op de rand van het squamosum en heten daar episquamosalia.
De onderkaak is vrij langgerekt. Vooraan bevindt zich een predentarium dat bij leven een naar boven gebogen scherpe ondersnavel droeg. Het aantal tandposities in de tandenbatterij van het dentarium is weer onbekend. Achteraan heeft de onderkaak een uitsteeksel, de processus coronoides, dat als hefboom diende bij de sluiting van de kaken. Dit is bij Styracosaurus relatief hoog.

#### Postcrania

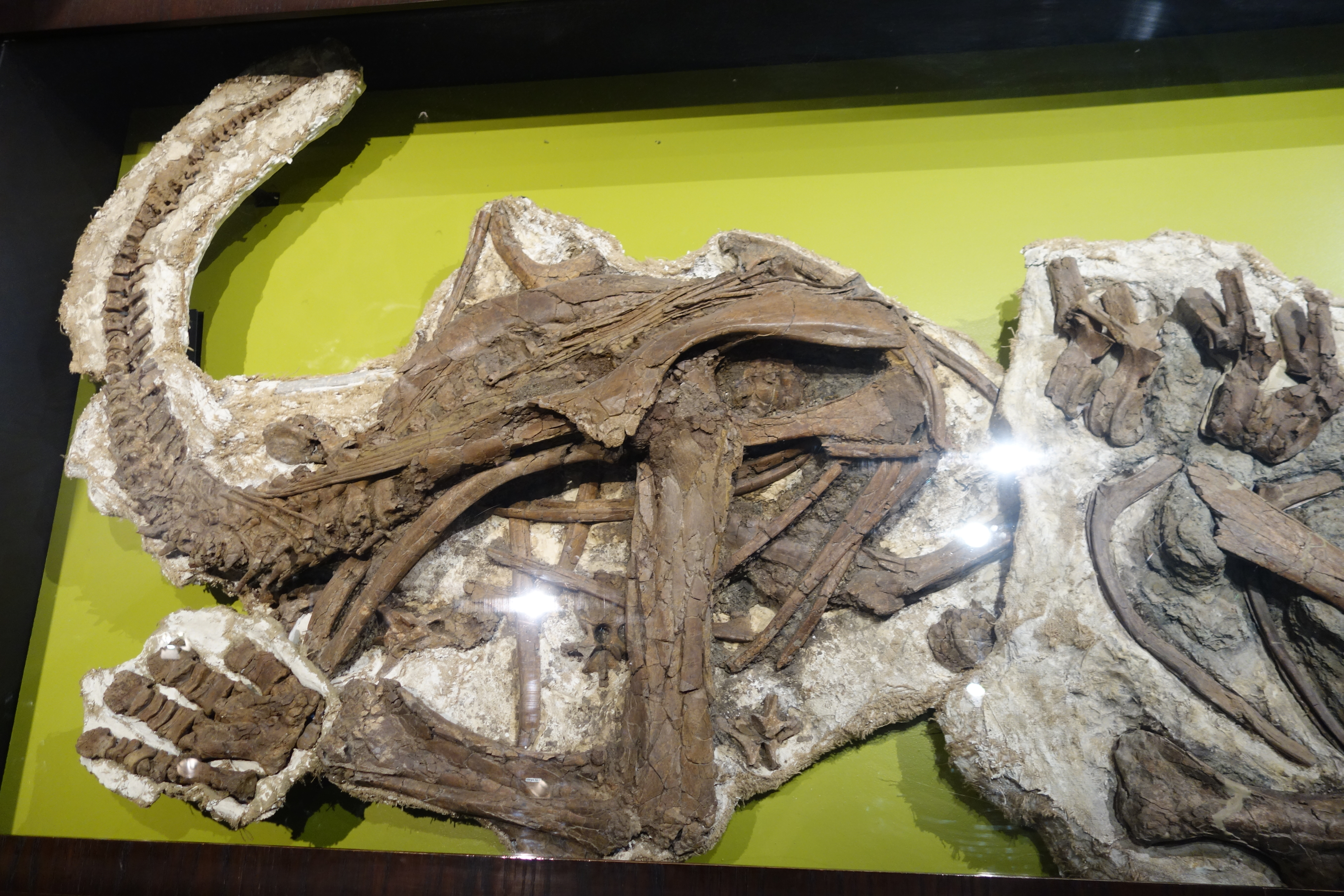
De postcrania van TMP 89.97.1

De wervelkolom bestaat uit tien halswervels, twaalf ruggenwervels, tien sacrale wervels en een veertigtal staartwervels; minstens vijfendertig staartwervels zijn gevonden van het AMNH-skelet.
De nek is stevig gebouwd, waarbij de eerste halswervels tot één geheel versmolten zijn. Het is omstreden of dit de voorste drie — zoals Brown dacht — of vier wervels omvat. Ook de vijfde en zesde wervel zijn hieraan gedeeltelijk vergroeid en hun wervellichamen zijn aan elkaar versmolten. De doornuitsteeksels van de rug zijn vrij hoog en lang gereconstrueerd, vooral achteraan zodat de romp iets voor de heupen zijn hoogste punt bereikt in een bol profiel. De doornuitsteeksels van de laatste twee sacrale wervels zijn niet vergroeid met de supraneurale plaat waarin de voorliggende versmolten zijn. De doornuitsteeksels van de staart zijn nogal dun. De ook dunne chevrons onderaan beginnen tussen de derde en vierde staartwervel. Naar achteren toe worden de staartwervels snel kleiner. Er zijn fragmenten gevonden van verbeende pezen die de onderrug, heup en staartbasis konden verstijven maar het is niet duidelijk hoe uitgebreid dit systeem was.
De schoudergordel is krachtig met een lang schouderblad dat bovenaan verbreed is en uitloopt in twee facetten die een vrij grote hoek met elkaar maken. Het ravenbeksbeen is hoog. Het opperarmbeen, zeshonderdachttien millimeter lang bij specimen AMNH 5372, is robuust maar heeft een lang ondereinde en midden op de schacht een lange maar lage bijlvormige deltopectorale kam. De onderarm is vrij lang met drieënzestig procent van de lengte van de bovenarm — het spaakbeen heeft bij AMNH 5372 een lengte van 375 millimeter — en de ellepijp heeft achteraan een hoog uitsteeksel, de processus olecrani. De middenhand is veertien centimeter lang. In 2023 concludeerde een studie dat de onderarm niet tot actieve pronatie in staat was. De ellebogen werden bij het lopen ingetrokken gehouden zodat een voorwaartse afzet mogelijk was. Ze waren echter in principe in staat flink naar buiten te bewegen.
In de heup is het achterblad van het darmbeen nogal kort. De processus praepubicus heeft een verbreed en opgericht uiteinde. Het schaambeen heeft een lengte van zo'n zestig centimeter. Het zitbeen, negenentachtig centimeter metend bij AMNH 5372, is lang en stevig en kromt zo sterk omlaag dat de onderste punt iets naar voren wijst — Brown dacht dat dit niet het geval was gezien de toestand bij AMNH 5372 maar volgens Paul is dit een illusie veroorzaakt door een verbuiging van de ruggengraat waardoor de hele borstkas geheven wordt en het zitbeen minder gekromd lijkt. De achterpoot is relatief lang met een kaarsrecht dijbeen, drieëntachtig centimeter lang bij het holotype, en een vrij langwerpig onderbeen — het scheenbeen meet eenenzestig centimeter bij NMC 344 — en middenvoet, de laatste 224 millimeter lang bij AMNH 5372.

## Fylogenie
Styracosaurus werd in 1913 door Lambe in de Ceratopia geplaatst en in 1915 in de Centrosaurinae. Naar huidige inzichten is Styracosaurus nauw verwant aan Centrosaurus zoals het volgende kladogram laat zien:
|  | Coronosaurus brinkmani                                                             |
|  |                                                                                    |
|  | \| \| Centrosaurus apertus \| \| \| \| \| \| Styracosaurus albertensis \| \| \| \| |
|  |                                                                                    |
|  | Centrosaurus apertus                                                               |
|  |                                                                                    |
|  | Styracosaurus albertensis                                                          |
|  |                                                                                    |

|  | Centrosaurus apertus      |
|  |                           |
|  | Styracosaurus albertensis |
|  |                           |

|  | Rubeosaurus ovatus         |
|  |                            |
|  | Einiosaurus procurvicornis |
|  |                            |

|  | Pachyrhinosaurus lakustai                                                                  |
|  |                                                                                            |
|  | \| \| Pachyrhinosaurus canadensis \| \| \| \| \| \| Pachyrhinosaurus perotorum \| \| \| \| |
|  |                                                                                            |
|  | Pachyrhinosaurus canadensis                                                                |
|  |                                                                                            |
|  | Pachyrhinosaurus perotorum                                                                 |
|  |                                                                                            |

|  | Pachyrhinosaurus canadensis |
|  |                             |
|  | Pachyrhinosaurus perotorum  |
|  |                             |

|  | Pachyrhinosaurus lakustai                                                                  |
|  |                                                                                            |
|  | \| \| Pachyrhinosaurus canadensis \| \| \| \| \| \| Pachyrhinosaurus perotorum \| \| \| \| |
|  |                                                                                            |
|  | Pachyrhinosaurus canadensis                                                                |
|  |                                                                                            |
|  | Pachyrhinosaurus perotorum                                                                 |
|  |                                                                                            |

|  | Pachyrhinosaurus canadensis |
|  |                             |
|  | Pachyrhinosaurus perotorum  |
|  |                             |

|  | Pachyrhinosaurus lakustai                                                                  |
|  |                                                                                            |
|  | \| \| Pachyrhinosaurus canadensis \| \| \| \| \| \| Pachyrhinosaurus perotorum \| \| \| \| |
|  |                                                                                            |
|  | Pachyrhinosaurus canadensis                                                                |
|  |                                                                                            |
|  | Pachyrhinosaurus perotorum                                                                 |
|  |                                                                                            |

|  | Pachyrhinosaurus canadensis |
|  |                             |
|  | Pachyrhinosaurus perotorum  |
|  |                             |

|  | Pachyrhinosaurus lakustai                                                                  |
|  |                                                                                            |
|  | \| \| Pachyrhinosaurus canadensis \| \| \| \| \| \| Pachyrhinosaurus perotorum \| \| \| \| |
|  |                                                                                            |
|  | Pachyrhinosaurus canadensis                                                                |
|  |                                                                                            |
|  | Pachyrhinosaurus perotorum                                                                 |
|  |                                                                                            |

|  | Pachyrhinosaurus canadensis |
|  |                             |
|  | Pachyrhinosaurus perotorum  |
|  |                             |

|  | Rubeosaurus ovatus         |
|  |                            |
|  | Einiosaurus procurvicornis |
|  |                            |

|  | Pachyrhinosaurus lakustai                                                                  |
|  |                                                                                            |
|  | \| \| Pachyrhinosaurus canadensis \| \| \| \| \| \| Pachyrhinosaurus perotorum \| \| \| \| |
|  |                                                                                            |
|  | Pachyrhinosaurus canadensis                                                                |
|  |                                                                                            |
|  | Pachyrhinosaurus perotorum                                                                 |
|  |                                                                                            |

|  | Pachyrhinosaurus canadensis |
|  |                             |
|  | Pachyrhinosaurus perotorum  |
|  |                             |

|  | Pachyrhinosaurus lakustai                                                                  |
|  |                                                                                            |
|  | \| \| Pachyrhinosaurus canadensis \| \| \| \| \| \| Pachyrhinosaurus perotorum \| \| \| \| |
|  |                                                                                            |
|  | Pachyrhinosaurus canadensis                                                                |
|  |                                                                                            |
|  | Pachyrhinosaurus perotorum                                                                 |
|  |                                                                                            |

|  | Pachyrhinosaurus canadensis |
|  |                             |
|  | Pachyrhinosaurus perotorum  |
|  |                             |

|  | Pachyrhinosaurus lakustai                                                                  |
|  |                                                                                            |
|  | \| \| Pachyrhinosaurus canadensis \| \| \| \| \| \| Pachyrhinosaurus perotorum \| \| \| \| |
|  |                                                                                            |
|  | Pachyrhinosaurus canadensis                                                                |
|  |                                                                                            |
|  | Pachyrhinosaurus perotorum                                                                 |
|  |                                                                                            |

|  | Pachyrhinosaurus canadensis |
|  |                             |
|  | Pachyrhinosaurus perotorum  |
|  |                             |

|  | Pachyrhinosaurus lakustai                                                                  |
|  |                                                                                            |
|  | \| \| Pachyrhinosaurus canadensis \| \| \| \| \| \| Pachyrhinosaurus perotorum \| \| \| \| |
|  |                                                                                            |
|  | Pachyrhinosaurus canadensis                                                                |
|  |                                                                                            |
|  | Pachyrhinosaurus perotorum                                                                 |
|  |                                                                                            |

|  | Pachyrhinosaurus canadensis |
|  |                             |
|  | Pachyrhinosaurus perotorum  |
|  |                             |

|  | Coronosaurus brinkmani                                                             |
|  |                                                                                    |
|  | \| \| Centrosaurus apertus \| \| \| \| \| \| Styracosaurus albertensis \| \| \| \| |
|  |                                                                                    |
|  | Centrosaurus apertus                                                               |
|  |                                                                                    |
|  | Styracosaurus albertensis                                                          |
|  |                                                                                    |

|  | Centrosaurus apertus      |
|  |                           |
|  | Styracosaurus albertensis |
|  |                           |

|  | Rubeosaurus ovatus         |
|  |                            |
|  | Einiosaurus procurvicornis |
|  |                            |

|  | Pachyrhinosaurus lakustai                                                                  |
|  |                                                                                            |
|  | \| \| Pachyrhinosaurus canadensis \| \| \| \| \| \| Pachyrhinosaurus perotorum \| \| \| \| |
|  |                                                                                            |
|  | Pachyrhinosaurus canadensis                                                                |
|  |                                                                                            |
|  | Pachyrhinosaurus perotorum                                                                 |
|  |                                                                                            |

|  | Pachyrhinosaurus canadensis |
|  |                             |
|  | Pachyrhinosaurus perotorum  |
|  |                             |

|  | Pachyrhinosaurus lakustai                                                                  |
|  |                                                                                            |
|  | \| \| Pachyrhinosaurus canadensis \| \| \| \| \| \| Pachyrhinosaurus perotorum \| \| \| \| |
|  |                                                                                            |
|  | Pachyrhinosaurus canadensis                                                                |
|  |                                                                                            |
|  | Pachyrhinosaurus perotorum                                                                 |
|  |                                                                                            |

|  | Pachyrhinosaurus canadensis |
|  |                             |
|  | Pachyrhinosaurus perotorum  |
|  |                             |

|  | Pachyrhinosaurus lakustai                                                                  |
|  |                                                                                            |
|  | \| \| Pachyrhinosaurus canadensis \| \| \| \| \| \| Pachyrhinosaurus perotorum \| \| \| \| |
|  |                                                                                            |
|  | Pachyrhinosaurus canadensis                                                                |
|  |                                                                                            |
|  | Pachyrhinosaurus perotorum                                                                 |
|  |                                                                                            |

|  | Pachyrhinosaurus canadensis |
|  |                             |
|  | Pachyrhinosaurus perotorum  |
|  |                             |

|  | Pachyrhinosaurus lakustai                                                                  |
|  |                                                                                            |
|  | \| \| Pachyrhinosaurus canadensis \| \| \| \| \| \| Pachyrhinosaurus perotorum \| \| \| \| |
|  |                                                                                            |
|  | Pachyrhinosaurus canadensis                                                                |
|  |                                                                                            |
|  | Pachyrhinosaurus perotorum                                                                 |
|  |                                                                                            |

|  | Pachyrhinosaurus canadensis |
|  |                             |
|  | Pachyrhinosaurus perotorum  |
|  |                             |

|  | Rubeosaurus ovatus         |
|  |                            |
|  | Einiosaurus procurvicornis |
|  |                            |

|  | Pachyrhinosaurus lakustai                                                                  |
|  |                                                                                            |
|  | \| \| Pachyrhinosaurus canadensis \| \| \| \| \| \| Pachyrhinosaurus perotorum \| \| \| \| |
|  |                                                                                            |
|  | Pachyrhinosaurus canadensis                                                                |
|  |                                                                                            |
|  | Pachyrhinosaurus perotorum                                                                 |
|  |                                                                                            |

|  | Pachyrhinosaurus canadensis |
|  |                             |
|  | Pachyrhinosaurus perotorum  |
|  |                             |

|  | Pachyrhinosaurus lakustai                                                                  |
|  |                                                                                            |
|  | \| \| Pachyrhinosaurus canadensis \| \| \| \| \| \| Pachyrhinosaurus perotorum \| \| \| \| |
|  |                                                                                            |
|  | Pachyrhinosaurus canadensis                                                                |
|  |                                                                                            |
|  | Pachyrhinosaurus perotorum                                                                 |
|  |                                                                                            |

|  | Pachyrhinosaurus canadensis |
|  |                             |
|  | Pachyrhinosaurus perotorum  |
|  |                             |

|  | Pachyrhinosaurus lakustai                                                                  |
|  |                                                                                            |
|  | \| \| Pachyrhinosaurus canadensis \| \| \| \| \| \| Pachyrhinosaurus perotorum \| \| \| \| |
|  |                                                                                            |
|  | Pachyrhinosaurus canadensis                                                                |
|  |                                                                                            |
|  | Pachyrhinosaurus perotorum                                                                 |
|  |                                                                                            |

|  | Pachyrhinosaurus canadensis |
|  |                             |
|  | Pachyrhinosaurus perotorum  |
|  |                             |

|  | Pachyrhinosaurus lakustai                                                                  |
|  |                                                                                            |
|  | \| \| Pachyrhinosaurus canadensis \| \| \| \| \| \| Pachyrhinosaurus perotorum \| \| \| \| |
|  |                                                                                            |
|  | Pachyrhinosaurus canadensis                                                                |
|  |                                                                                            |
|  | Pachyrhinosaurus perotorum                                                                 |
|  |                                                                                            |

|  | Pachyrhinosaurus canadensis |
|  |                             |
|  | Pachyrhinosaurus perotorum  |
|  |                             |

|  | Coronosaurus brinkmani                                                             |
|  |                                                                                    |
|  | \| \| Centrosaurus apertus \| \| \| \| \| \| Styracosaurus albertensis \| \| \| \| |
|  |                                                                                    |
|  | Centrosaurus apertus                                                               |
|  |                                                                                    |
|  | Styracosaurus albertensis                                                          |
|  |                                                                                    |

|  | Centrosaurus apertus      |
|  |                           |
|  | Styracosaurus albertensis |
|  |                           |

|  | Rubeosaurus ovatus         |
|  |                            |
|  | Einiosaurus procurvicornis |
|  |                            |

|  | Pachyrhinosaurus lakustai                                                                  |
|  |                                                                                            |
|  | \| \| Pachyrhinosaurus canadensis \| \| \| \| \| \| Pachyrhinosaurus perotorum \| \| \| \| |
|  |                                                                                            |
|  | Pachyrhinosaurus canadensis                                                                |
|  |                                                                                            |
|  | Pachyrhinosaurus perotorum                                                                 |
|  |                                                                                            |

|  | Pachyrhinosaurus canadensis |
|  |                             |
|  | Pachyrhinosaurus perotorum  |
|  |                             |

|  | Pachyrhinosaurus lakustai                                                                  |
|  |                                                                                            |
|  | \| \| Pachyrhinosaurus canadensis \| \| \| \| \| \| Pachyrhinosaurus perotorum \| \| \| \| |
|  |                                                                                            |
|  | Pachyrhinosaurus canadensis                                                                |
|  |                                                                                            |
|  | Pachyrhinosaurus perotorum                                                                 |
|  |                                                                                            |

|  | Pachyrhinosaurus canadensis |
|  |                             |
|  | Pachyrhinosaurus perotorum  |
|  |                             |

|  | Pachyrhinosaurus lakustai                                                                  |
|  |                                                                                            |
|  | \| \| Pachyrhinosaurus canadensis \| \| \| \| \| \| Pachyrhinosaurus perotorum \| \| \| \| |
|  |                                                                                            |
|  | Pachyrhinosaurus canadensis                                                                |
|  |                                                                                            |
|  | Pachyrhinosaurus perotorum                                                                 |
|  |                                                                                            |

|  | Pachyrhinosaurus canadensis |
|  |                             |
|  | Pachyrhinosaurus perotorum  |
|  |                             |

|  | Pachyrhinosaurus lakustai                                                                  |
|  |                                                                                            |
|  | \| \| Pachyrhinosaurus canadensis \| \| \| \| \| \| Pachyrhinosaurus perotorum \| \| \| \| |
|  |                                                                                            |
|  | Pachyrhinosaurus canadensis                                                                |
|  |                                                                                            |
|  | Pachyrhinosaurus perotorum                                                                 |
|  |                                                                                            |

|  | Pachyrhinosaurus canadensis |
|  |                             |
|  | Pachyrhinosaurus perotorum  |
|  |                             |

|  | Rubeosaurus ovatus         |
|  |                            |
|  | Einiosaurus procurvicornis |
|  |                            |

|  | Pachyrhinosaurus lakustai                                                                  |
|  |                                                                                            |
|  | \| \| Pachyrhinosaurus canadensis \| \| \| \| \| \| Pachyrhinosaurus perotorum \| \| \| \| |
|  |                                                                                            |
|  | Pachyrhinosaurus canadensis                                                                |
|  |                                                                                            |
|  | Pachyrhinosaurus perotorum                                                                 |
|  |                                                                                            |

|  | Pachyrhinosaurus canadensis |
|  |                             |
|  | Pachyrhinosaurus perotorum  |
|  |                             |

|  | Pachyrhinosaurus lakustai                                                                  |
|  |                                                                                            |
|  | \| \| Pachyrhinosaurus canadensis \| \| \| \| \| \| Pachyrhinosaurus perotorum \| \| \| \| |
|  |                                                                                            |
|  | Pachyrhinosaurus canadensis                                                                |
|  |                                                                                            |
|  | Pachyrhinosaurus perotorum                                                                 |
|  |                                                                                            |

|  | Pachyrhinosaurus canadensis |
|  |                             |
|  | Pachyrhinosaurus perotorum  |
|  |                             |

|  | Pachyrhinosaurus lakustai                                                                  |
|  |                                                                                            |
|  | \| \| Pachyrhinosaurus canadensis \| \| \| \| \| \| Pachyrhinosaurus perotorum \| \| \| \| |
|  |                                                                                            |
|  | Pachyrhinosaurus canadensis                                                                |
|  |                                                                                            |
|  | Pachyrhinosaurus perotorum                                                                 |
|  |                                                                                            |

|  | Pachyrhinosaurus canadensis |
|  |                             |
|  | Pachyrhinosaurus perotorum  |
|  |                             |

|  | Pachyrhinosaurus lakustai                                                                  |
|  |                                                                                            |
|  | \| \| Pachyrhinosaurus canadensis \| \| \| \| \| \| Pachyrhinosaurus perotorum \| \| \| \| |
|  |                                                                                            |
|  | Pachyrhinosaurus canadensis                                                                |
|  |                                                                                            |
|  | Pachyrhinosaurus perotorum                                                                 |
|  |                                                                                            |

|  | Pachyrhinosaurus canadensis |
|  |                             |
|  | Pachyrhinosaurus perotorum  |
|  |                             |

|  | Coronosaurus brinkmani                                                             |
|  |                                                                                    |
|  | \| \| Centrosaurus apertus \| \| \| \| \| \| Styracosaurus albertensis \| \| \| \| |
|  |                                                                                    |
|  | Centrosaurus apertus                                                               |
|  |                                                                                    |
|  | Styracosaurus albertensis                                                          |
|  |                                                                                    |

|  | Centrosaurus apertus      |
|  |                           |
|  | Styracosaurus albertensis |
|  |                           |

|  | Rubeosaurus ovatus         |
|  |                            |
|  | Einiosaurus procurvicornis |
|  |                            |

|  | Pachyrhinosaurus lakustai                                                                  |
|  |                                                                                            |
|  | \| \| Pachyrhinosaurus canadensis \| \| \| \| \| \| Pachyrhinosaurus perotorum \| \| \| \| |
|  |                                                                                            |
|  | Pachyrhinosaurus canadensis                                                                |
|  |                                                                                            |
|  | Pachyrhinosaurus perotorum                                                                 |
|  |                                                                                            |

|  | Pachyrhinosaurus canadensis |
|  |                             |
|  | Pachyrhinosaurus perotorum  |
|  |                             |

|  | Pachyrhinosaurus lakustai                                                                  |
|  |                                                                                            |
|  | \| \| Pachyrhinosaurus canadensis \| \| \| \| \| \| Pachyrhinosaurus perotorum \| \| \| \| |
|  |                                                                                            |
|  | Pachyrhinosaurus canadensis                                                                |
|  |                                                                                            |
|  | Pachyrhinosaurus perotorum                                                                 |
|  |                                                                                            |

|  | Pachyrhinosaurus canadensis |
|  |                             |
|  | Pachyrhinosaurus perotorum  |
|  |                             |

|  | Pachyrhinosaurus lakustai                                                                  |
|  |                                                                                            |
|  | \| \| Pachyrhinosaurus canadensis \| \| \| \| \| \| Pachyrhinosaurus perotorum \| \| \| \| |
|  |                                                                                            |
|  | Pachyrhinosaurus canadensis                                                                |
|  |                                                                                            |
|  | Pachyrhinosaurus perotorum                                                                 |
|  |                                                                                            |

|  | Pachyrhinosaurus canadensis |
|  |                             |
|  | Pachyrhinosaurus perotorum  |
|  |                             |

|  | Pachyrhinosaurus lakustai                                                                  |
|  |                                                                                            |
|  | \| \| Pachyrhinosaurus canadensis \| \| \| \| \| \| Pachyrhinosaurus perotorum \| \| \| \| |
|  |                                                                                            |
|  | Pachyrhinosaurus canadensis                                                                |
|  |                                                                                            |
|  | Pachyrhinosaurus perotorum                                                                 |
|  |                                                                                            |

|  | Pachyrhinosaurus canadensis |
|  |                             |
|  | Pachyrhinosaurus perotorum  |
|  |                             |

|  | Rubeosaurus ovatus         |
|  |                            |
|  | Einiosaurus procurvicornis |
|  |                            |

|  | Pachyrhinosaurus lakustai                                                                  |
|  |                                                                                            |
|  | \| \| Pachyrhinosaurus canadensis \| \| \| \| \| \| Pachyrhinosaurus perotorum \| \| \| \| |
|  |                                                                                            |
|  | Pachyrhinosaurus canadensis                                                                |
|  |                                                                                            |
|  | Pachyrhinosaurus perotorum                                                                 |
|  |                                                                                            |

|  | Pachyrhinosaurus canadensis |
|  |                             |
|  | Pachyrhinosaurus perotorum  |
|  |                             |

|  | Pachyrhinosaurus lakustai                                                                  |
|  |                                                                                            |
|  | \| \| Pachyrhinosaurus canadensis \| \| \| \| \| \| Pachyrhinosaurus perotorum \| \| \| \| |
|  |                                                                                            |
|  | Pachyrhinosaurus canadensis                                                                |
|  |                                                                                            |
|  | Pachyrhinosaurus perotorum                                                                 |
|  |                                                                                            |

|  | Pachyrhinosaurus canadensis |
|  |                             |
|  | Pachyrhinosaurus perotorum  |
|  |                             |

|  | Pachyrhinosaurus lakustai                                                                  |
|  |                                                                                            |
|  | \| \| Pachyrhinosaurus canadensis \| \| \| \| \| \| Pachyrhinosaurus perotorum \| \| \| \| |
|  |                                                                                            |
|  | Pachyrhinosaurus canadensis                                                                |
|  |                                                                                            |
|  | Pachyrhinosaurus perotorum                                                                 |
|  |                                                                                            |

|  | Pachyrhinosaurus canadensis |
|  |                             |
|  | Pachyrhinosaurus perotorum  |
|  |                             |

|  | Pachyrhinosaurus lakustai                                                                  |
|  |                                                                                            |
|  | \| \| Pachyrhinosaurus canadensis \| \| \| \| \| \| Pachyrhinosaurus perotorum \| \| \| \| |
|  |                                                                                            |
|  | Pachyrhinosaurus canadensis                                                                |
|  |                                                                                            |
|  | Pachyrhinosaurus perotorum                                                                 |
|  |                                                                                            |

|  | Pachyrhinosaurus canadensis |
|  |                             |
|  | Pachyrhinosaurus perotorum  |
|  |                             |

|  | Coronosaurus brinkmani                                                             |
|  |                                                                                    |
|  | \| \| Centrosaurus apertus \| \| \| \| \| \| Styracosaurus albertensis \| \| \| \| |
|  |                                                                                    |
|  | Centrosaurus apertus                                                               |
|  |                                                                                    |
|  | Styracosaurus albertensis                                                          |
|  |                                                                                    |

|  | Centrosaurus apertus      |
|  |                           |
|  | Styracosaurus albertensis |
|  |                           |

|  | Rubeosaurus ovatus         |
|  |                            |
|  | Einiosaurus procurvicornis |
|  |                            |

|  | Pachyrhinosaurus lakustai                                                                  |
|  |                                                                                            |
|  | \| \| Pachyrhinosaurus canadensis \| \| \| \| \| \| Pachyrhinosaurus perotorum \| \| \| \| |
|  |                                                                                            |
|  | Pachyrhinosaurus canadensis                                                                |
|  |                                                                                            |
|  | Pachyrhinosaurus perotorum                                                                 |
|  |                                                                                            |

|  | Pachyrhinosaurus canadensis |
|  |                             |
|  | Pachyrhinosaurus perotorum  |
|  |                             |

|  | Pachyrhinosaurus lakustai                                                                  |
|  |                                                                                            |
|  | \| \| Pachyrhinosaurus canadensis \| \| \| \| \| \| Pachyrhinosaurus perotorum \| \| \| \| |
|  |                                                                                            |
|  | Pachyrhinosaurus canadensis                                                                |
|  |                                                                                            |
|  | Pachyrhinosaurus perotorum                                                                 |
|  |                                                                                            |

|  | Pachyrhinosaurus canadensis |
|  |                             |
|  | Pachyrhinosaurus perotorum  |
|  |                             |

|  | Pachyrhinosaurus lakustai                                                                  |
|  |                                                                                            |
|  | \| \| Pachyrhinosaurus canadensis \| \| \| \| \| \| Pachyrhinosaurus perotorum \| \| \| \| |
|  |                                                                                            |
|  | Pachyrhinosaurus canadensis                                                                |
|  |                                                                                            |
|  | Pachyrhinosaurus perotorum                                                                 |
|  |                                                                                            |

|  | Pachyrhinosaurus canadensis |
|  |                             |
|  | Pachyrhinosaurus perotorum  |
|  |                             |

|  | Pachyrhinosaurus lakustai                                                                  |
|  |                                                                                            |
|  | \| \| Pachyrhinosaurus canadensis \| \| \| \| \| \| Pachyrhinosaurus perotorum \| \| \| \| |
|  |                                                                                            |
|  | Pachyrhinosaurus canadensis                                                                |
|  |                                                                                            |
|  | Pachyrhinosaurus perotorum                                                                 |
|  |                                                                                            |

|  | Pachyrhinosaurus canadensis |
|  |                             |
|  | Pachyrhinosaurus perotorum  |
|  |                             |

|  | Rubeosaurus ovatus         |
|  |                            |
|  | Einiosaurus procurvicornis |
|  |                            |

|  | Pachyrhinosaurus lakustai                                                                  |
|  |                                                                                            |
|  | \| \| Pachyrhinosaurus canadensis \| \| \| \| \| \| Pachyrhinosaurus perotorum \| \| \| \| |
|  |                                                                                            |
|  | Pachyrhinosaurus canadensis                                                                |
|  |                                                                                            |
|  | Pachyrhinosaurus perotorum                                                                 |
|  |                                                                                            |

|  | Pachyrhinosaurus canadensis |
|  |                             |
|  | Pachyrhinosaurus perotorum  |
|  |                             |

|  | Pachyrhinosaurus lakustai                                                                  |
|  |                                                                                            |
|  | \| \| Pachyrhinosaurus canadensis \| \| \| \| \| \| Pachyrhinosaurus perotorum \| \| \| \| |
|  |                                                                                            |
|  | Pachyrhinosaurus canadensis                                                                |
|  |                                                                                            |
|  | Pachyrhinosaurus perotorum                                                                 |
|  |                                                                                            |

|  | Pachyrhinosaurus canadensis |
|  |                             |
|  | Pachyrhinosaurus perotorum  |
|  |                             |

|  | Pachyrhinosaurus lakustai                                                                  |
|  |                                                                                            |
|  | \| \| Pachyrhinosaurus canadensis \| \| \| \| \| \| Pachyrhinosaurus perotorum \| \| \| \| |
|  |                                                                                            |
|  | Pachyrhinosaurus canadensis                                                                |
|  |                                                                                            |
|  | Pachyrhinosaurus perotorum                                                                 |
|  |                                                                                            |

|  | Pachyrhinosaurus canadensis |
|  |                             |
|  | Pachyrhinosaurus perotorum  |
|  |                             |

|  | Pachyrhinosaurus lakustai                                                                  |
|  |                                                                                            |
|  | \| \| Pachyrhinosaurus canadensis \| \| \| \| \| \| Pachyrhinosaurus perotorum \| \| \| \| |
|  |                                                                                            |
|  | Pachyrhinosaurus canadensis                                                                |
|  |                                                                                            |
|  | Pachyrhinosaurus perotorum                                                                 |
|  |                                                                                            |

|  | Pachyrhinosaurus canadensis |
|  |                             |
|  | Pachyrhinosaurus perotorum  |
|  |                             |

|  | Coronosaurus brinkmani                                                             |
|  |                                                                                    |
|  | \| \| Centrosaurus apertus \| \| \| \| \| \| Styracosaurus albertensis \| \| \| \| |
|  |                                                                                    |
|  | Centrosaurus apertus                                                               |
|  |                                                                                    |
|  | Styracosaurus albertensis                                                          |
|  |                                                                                    |

|  | Centrosaurus apertus      |
|  |                           |
|  | Styracosaurus albertensis |
|  |                           |

|  | Rubeosaurus ovatus         |
|  |                            |
|  | Einiosaurus procurvicornis |
|  |                            |

|  | Pachyrhinosaurus lakustai                                                                  |
|  |                                                                                            |
|  | \| \| Pachyrhinosaurus canadensis \| \| \| \| \| \| Pachyrhinosaurus perotorum \| \| \| \| |
|  |                                                                                            |
|  | Pachyrhinosaurus canadensis                                                                |
|  |                                                                                            |
|  | Pachyrhinosaurus perotorum                                                                 |
|  |                                                                                            |

|  | Pachyrhinosaurus canadensis |
|  |                             |
|  | Pachyrhinosaurus perotorum  |
|  |                             |

|  | Pachyrhinosaurus lakustai                                                                  |
|  |                                                                                            |
|  | \| \| Pachyrhinosaurus canadensis \| \| \| \| \| \| Pachyrhinosaurus perotorum \| \| \| \| |
|  |                                                                                            |
|  | Pachyrhinosaurus canadensis                                                                |
|  |                                                                                            |
|  | Pachyrhinosaurus perotorum                                                                 |
|  |                                                                                            |

|  | Pachyrhinosaurus canadensis |
|  |                             |
|  | Pachyrhinosaurus perotorum  |
|  |                             |

|  | Pachyrhinosaurus lakustai                                                                  |
|  |                                                                                            |
|  | \| \| Pachyrhinosaurus canadensis \| \| \| \| \| \| Pachyrhinosaurus perotorum \| \| \| \| |
|  |                                                                                            |
|  | Pachyrhinosaurus canadensis                                                                |
|  |                                                                                            |
|  | Pachyrhinosaurus perotorum                                                                 |
|  |                                                                                            |

|  | Pachyrhinosaurus canadensis |
|  |                             |
|  | Pachyrhinosaurus perotorum  |
|  |                             |

|  | Pachyrhinosaurus lakustai                                                                  |
|  |                                                                                            |
|  | \| \| Pachyrhinosaurus canadensis \| \| \| \| \| \| Pachyrhinosaurus perotorum \| \| \| \| |
|  |                                                                                            |
|  | Pachyrhinosaurus canadensis                                                                |
|  |                                                                                            |
|  | Pachyrhinosaurus perotorum                                                                 |
|  |                                                                                            |

|  | Pachyrhinosaurus canadensis |
|  |                             |
|  | Pachyrhinosaurus perotorum  |
|  |                             |

|  | Rubeosaurus ovatus         |
|  |                            |
|  | Einiosaurus procurvicornis |
|  |                            |

|  | Pachyrhinosaurus lakustai                                                                  |
|  |                                                                                            |
|  | \| \| Pachyrhinosaurus canadensis \| \| \| \| \| \| Pachyrhinosaurus perotorum \| \| \| \| |
|  |                                                                                            |
|  | Pachyrhinosaurus canadensis                                                                |
|  |                                                                                            |
|  | Pachyrhinosaurus perotorum                                                                 |
|  |                                                                                            |

|  | Pachyrhinosaurus canadensis |
|  |                             |
|  | Pachyrhinosaurus perotorum  |
|  |                             |

|  | Pachyrhinosaurus lakustai                                                                  |
|  |                                                                                            |
|  | \| \| Pachyrhinosaurus canadensis \| \| \| \| \| \| Pachyrhinosaurus perotorum \| \| \| \| |
|  |                                                                                            |
|  | Pachyrhinosaurus canadensis                                                                |
|  |                                                                                            |
|  | Pachyrhinosaurus perotorum                                                                 |
|  |                                                                                            |

|  | Pachyrhinosaurus canadensis |
|  |                             |
|  | Pachyrhinosaurus perotorum  |
|  |                             |

|  | Pachyrhinosaurus lakustai                                                                  |
|  |                                                                                            |
|  | \| \| Pachyrhinosaurus canadensis \| \| \| \| \| \| Pachyrhinosaurus perotorum \| \| \| \| |
|  |                                                                                            |
|  | Pachyrhinosaurus canadensis                                                                |
|  |                                                                                            |
|  | Pachyrhinosaurus perotorum                                                                 |
|  |                                                                                            |

|  | Pachyrhinosaurus canadensis |
|  |                             |
|  | Pachyrhinosaurus perotorum  |
|  |                             |

|  | Pachyrhinosaurus lakustai                                                                  |
|  |                                                                                            |
|  | \| \| Pachyrhinosaurus canadensis \| \| \| \| \| \| Pachyrhinosaurus perotorum \| \| \| \| |
|  |                                                                                            |
|  | Pachyrhinosaurus canadensis                                                                |
|  |                                                                                            |
|  | Pachyrhinosaurus perotorum                                                                 |
|  |                                                                                            |

|  | Pachyrhinosaurus canadensis |
|  |                             |
|  | Pachyrhinosaurus perotorum  |
|  |                             |

|  | Coronosaurus brinkmani                                                             |
|  |                                                                                    |
|  | \| \| Centrosaurus apertus \| \| \| \| \| \| Styracosaurus albertensis \| \| \| \| |
|  |                                                                                    |
|  | Centrosaurus apertus                                                               |
|  |                                                                                    |
|  | Styracosaurus albertensis                                                          |
|  |                                                                                    |

|  | Centrosaurus apertus      |
|  |                           |
|  | Styracosaurus albertensis |
|  |                           |

|  | Rubeosaurus ovatus         |
|  |                            |
|  | Einiosaurus procurvicornis |
|  |                            |

|  | Pachyrhinosaurus lakustai                                                                  |
|  |                                                                                            |
|  | \| \| Pachyrhinosaurus canadensis \| \| \| \| \| \| Pachyrhinosaurus perotorum \| \| \| \| |
|  |                                                                                            |
|  | Pachyrhinosaurus canadensis                                                                |
|  |                                                                                            |
|  | Pachyrhinosaurus perotorum                                                                 |
|  |                                                                                            |

|  | Pachyrhinosaurus canadensis |
|  |                             |
|  | Pachyrhinosaurus perotorum  |
|  |                             |

|  | Pachyrhinosaurus lakustai                                                                  |
|  |                                                                                            |
|  | \| \| Pachyrhinosaurus canadensis \| \| \| \| \| \| Pachyrhinosaurus perotorum \| \| \| \| |
|  |                                                                                            |
|  | Pachyrhinosaurus canadensis                                                                |
|  |                                                                                            |
|  | Pachyrhinosaurus perotorum                                                                 |
|  |                                                                                            |

|  | Pachyrhinosaurus canadensis |
|  |                             |
|  | Pachyrhinosaurus perotorum  |
|  |                             |

|  | Pachyrhinosaurus lakustai                                                                  |
|  |                                                                                            |
|  | \| \| Pachyrhinosaurus canadensis \| \| \| \| \| \| Pachyrhinosaurus perotorum \| \| \| \| |
|  |                                                                                            |
|  | Pachyrhinosaurus canadensis                                                                |
|  |                                                                                            |
|  | Pachyrhinosaurus perotorum                                                                 |
|  |                                                                                            |

|  | Pachyrhinosaurus canadensis |
|  |                             |
|  | Pachyrhinosaurus perotorum  |
|  |                             |

|  | Pachyrhinosaurus lakustai                                                                  |
|  |                                                                                            |
|  | \| \| Pachyrhinosaurus canadensis \| \| \| \| \| \| Pachyrhinosaurus perotorum \| \| \| \| |
|  |                                                                                            |
|  | Pachyrhinosaurus canadensis                                                                |
|  |                                                                                            |
|  | Pachyrhinosaurus perotorum                                                                 |
|  |                                                                                            |

|  | Pachyrhinosaurus canadensis |
|  |                             |
|  | Pachyrhinosaurus perotorum  |
|  |                             |

|  | Rubeosaurus ovatus         |
|  |                            |
|  | Einiosaurus procurvicornis |
|  |                            |

|  | Pachyrhinosaurus lakustai                                                                  |
|  |                                                                                            |
|  | \| \| Pachyrhinosaurus canadensis \| \| \| \| \| \| Pachyrhinosaurus perotorum \| \| \| \| |
|  |                                                                                            |
|  | Pachyrhinosaurus canadensis                                                                |
|  |                                                                                            |
|  | Pachyrhinosaurus perotorum                                                                 |
|  |                                                                                            |

|  | Pachyrhinosaurus canadensis |
|  |                             |
|  | Pachyrhinosaurus perotorum  |
|  |                             |

|  | Pachyrhinosaurus lakustai                                                                  |
|  |                                                                                            |
|  | \| \| Pachyrhinosaurus canadensis \| \| \| \| \| \| Pachyrhinosaurus perotorum \| \| \| \| |
|  |                                                                                            |
|  | Pachyrhinosaurus canadensis                                                                |
|  |                                                                                            |
|  | Pachyrhinosaurus perotorum                                                                 |
|  |                                                                                            |

|  | Pachyrhinosaurus canadensis |
|  |                             |
|  | Pachyrhinosaurus perotorum  |
|  |                             |

|  | Pachyrhinosaurus lakustai                                                                  |
|  |                                                                                            |
|  | \| \| Pachyrhinosaurus canadensis \| \| \| \| \| \| Pachyrhinosaurus perotorum \| \| \| \| |
|  |                                                                                            |
|  | Pachyrhinosaurus canadensis                                                                |
|  |                                                                                            |
|  | Pachyrhinosaurus perotorum                                                                 |
|  |                                                                                            |

|  | Pachyrhinosaurus canadensis |
|  |                             |
|  | Pachyrhinosaurus perotorum  |
|  |                             |

|  | Pachyrhinosaurus lakustai                                                                  |
|  |                                                                                            |
|  | \| \| Pachyrhinosaurus canadensis \| \| \| \| \| \| Pachyrhinosaurus perotorum \| \| \| \| |
|  |                                                                                            |
|  | Pachyrhinosaurus canadensis                                                                |
|  |                                                                                            |
|  | Pachyrhinosaurus perotorum                                                                 |
|  |                                                                                            |

|  | Pachyrhinosaurus canadensis |
|  |                             |
|  | Pachyrhinosaurus perotorum  |
|  |                             |

|  | Coronosaurus brinkmani                                                             |
|  |                                                                                    |
|  | \| \| Centrosaurus apertus \| \| \| \| \| \| Styracosaurus albertensis \| \| \| \| |
|  |                                                                                    |
|  | Centrosaurus apertus                                                               |
|  |                                                                                    |
|  | Styracosaurus albertensis                                                          |
|  |                                                                                    |

|  | Centrosaurus apertus      |
|  |                           |
|  | Styracosaurus albertensis |
|  |                           |

|  | Rubeosaurus ovatus         |
|  |                            |
|  | Einiosaurus procurvicornis |
|  |                            |

|  | Pachyrhinosaurus lakustai                                                                  |
|  |                                                                                            |
|  | \| \| Pachyrhinosaurus canadensis \| \| \| \| \| \| Pachyrhinosaurus perotorum \| \| \| \| |
|  |                                                                                            |
|  | Pachyrhinosaurus canadensis                                                                |
|  |                                                                                            |
|  | Pachyrhinosaurus perotorum                                                                 |
|  |                                                                                            |

|  | Pachyrhinosaurus canadensis |
|  |                             |
|  | Pachyrhinosaurus perotorum  |
|  |                             |

|  | Pachyrhinosaurus lakustai                                                                  |
|  |                                                                                            |
|  | \| \| Pachyrhinosaurus canadensis \| \| \| \| \| \| Pachyrhinosaurus perotorum \| \| \| \| |
|  |                                                                                            |
|  | Pachyrhinosaurus canadensis                                                                |
|  |                                                                                            |
|  | Pachyrhinosaurus perotorum                                                                 |
|  |                                                                                            |

|  | Pachyrhinosaurus canadensis |
|  |                             |
|  | Pachyrhinosaurus perotorum  |
|  |                             |

|  | Pachyrhinosaurus lakustai                                                                  |
|  |                                                                                            |
|  | \| \| Pachyrhinosaurus canadensis \| \| \| \| \| \| Pachyrhinosaurus perotorum \| \| \| \| |
|  |                                                                                            |
|  | Pachyrhinosaurus canadensis                                                                |
|  |                                                                                            |
|  | Pachyrhinosaurus perotorum                                                                 |
|  |                                                                                            |

|  | Pachyrhinosaurus canadensis |
|  |                             |
|  | Pachyrhinosaurus perotorum  |
|  |                             |

|  | Pachyrhinosaurus lakustai                                                                  |
|  |                                                                                            |
|  | \| \| Pachyrhinosaurus canadensis \| \| \| \| \| \| Pachyrhinosaurus perotorum \| \| \| \| |
|  |                                                                                            |
|  | Pachyrhinosaurus canadensis                                                                |
|  |                                                                                            |
|  | Pachyrhinosaurus perotorum                                                                 |
|  |                                                                                            |

|  | Pachyrhinosaurus canadensis |
|  |                             |
|  | Pachyrhinosaurus perotorum  |
|  |                             |

|  | Rubeosaurus ovatus         |
|  |                            |
|  | Einiosaurus procurvicornis |
|  |                            |

|  | Pachyrhinosaurus lakustai                                                                  |
|  |                                                                                            |
|  | \| \| Pachyrhinosaurus canadensis \| \| \| \| \| \| Pachyrhinosaurus perotorum \| \| \| \| |
|  |                                                                                            |
|  | Pachyrhinosaurus canadensis                                                                |
|  |                                                                                            |
|  | Pachyrhinosaurus perotorum                                                                 |
|  |                                                                                            |

|  | Pachyrhinosaurus canadensis |
|  |                             |
|  | Pachyrhinosaurus perotorum  |
|  |                             |

|  | Pachyrhinosaurus lakustai                                                                  |
|  |                                                                                            |
|  | \| \| Pachyrhinosaurus canadensis \| \| \| \| \| \| Pachyrhinosaurus perotorum \| \| \| \| |
|  |                                                                                            |
|  | Pachyrhinosaurus canadensis                                                                |
|  |                                                                                            |
|  | Pachyrhinosaurus perotorum                                                                 |
|  |                                                                                            |

|  | Pachyrhinosaurus canadensis |
|  |                             |
|  | Pachyrhinosaurus perotorum  |
|  |                             |

|  | Pachyrhinosaurus lakustai                                                                  |
|  |                                                                                            |
|  | \| \| Pachyrhinosaurus canadensis \| \| \| \| \| \| Pachyrhinosaurus perotorum \| \| \| \| |
|  |                                                                                            |
|  | Pachyrhinosaurus canadensis                                                                |
|  |                                                                                            |
|  | Pachyrhinosaurus perotorum                                                                 |
|  |                                                                                            |

|  | Pachyrhinosaurus canadensis |
|  |                             |
|  | Pachyrhinosaurus perotorum  |
|  |                             |

|  | Pachyrhinosaurus lakustai                                                                  |
|  |                                                                                            |
|  | \| \| Pachyrhinosaurus canadensis \| \| \| \| \| \| Pachyrhinosaurus perotorum \| \| \| \| |
|  |                                                                                            |
|  | Pachyrhinosaurus canadensis                                                                |
|  |                                                                                            |
|  | Pachyrhinosaurus perotorum                                                                 |
|  |                                                                                            |

|  | Pachyrhinosaurus canadensis |
|  |                             |
|  | Pachyrhinosaurus perotorum  |
|  |                             |

Styracosaurus is zo nauw aan Centrosaurus verwant dat Peter Dodson in 1990 stelde dat de soort Centrosaurus nasicornus, oorspronkelijk Monoclonius nasicornus, slechts het vrouwtje van Styracosaurus was en dus een jonger synoniem. C. nasicornus stamt echter uit oudere lagen; wellicht was het de directe voorouder van Styracosaurus, hoewel zo'n verband lastig valt te bewijzen. In 2019 werd gesteld dat er geen echte aanwijzingen zijn voor zulk een anagenese. Dodson heeft in dit verband ook voorgesteld Styracosaurus maar bij het geslacht Centrosaurus onder te brengen als "Centrosaurus albertensis", doch heeft dit nooit formeel uitgevoerd; de soortnaam Centrosaurus albertenis werd echter in 2010 door Paul benoemd.

## Levenswijze

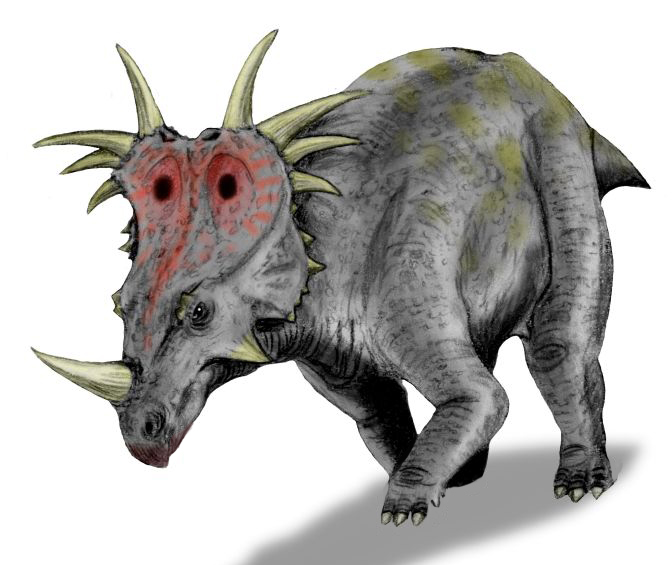
De stekels bij Styracosaurus dienden vermoedelijk ook om indruk te maken op aanvallers en concurrenten

Het leefgebied van Styracosaurus kenmerkte zich door warme zomers en vrij koele winters. Het was vrij nat en moerassen werden afgewisseld door halfopen naaldwouden. Styracosaurus is de enige ceratopiër die uit zijn habitat bekend is. In het ecosysteem kwamen verder de grote planteneters Lambeosaurus, Parasaurolophus, Prosaurolophus en Euoplocephalus voor. Het kan zijn dat deze soorten meer kruidige planten aten terwijl Styracosaurus met zijn krachtige kaken en kniptanden hele coniferen verwerkte.

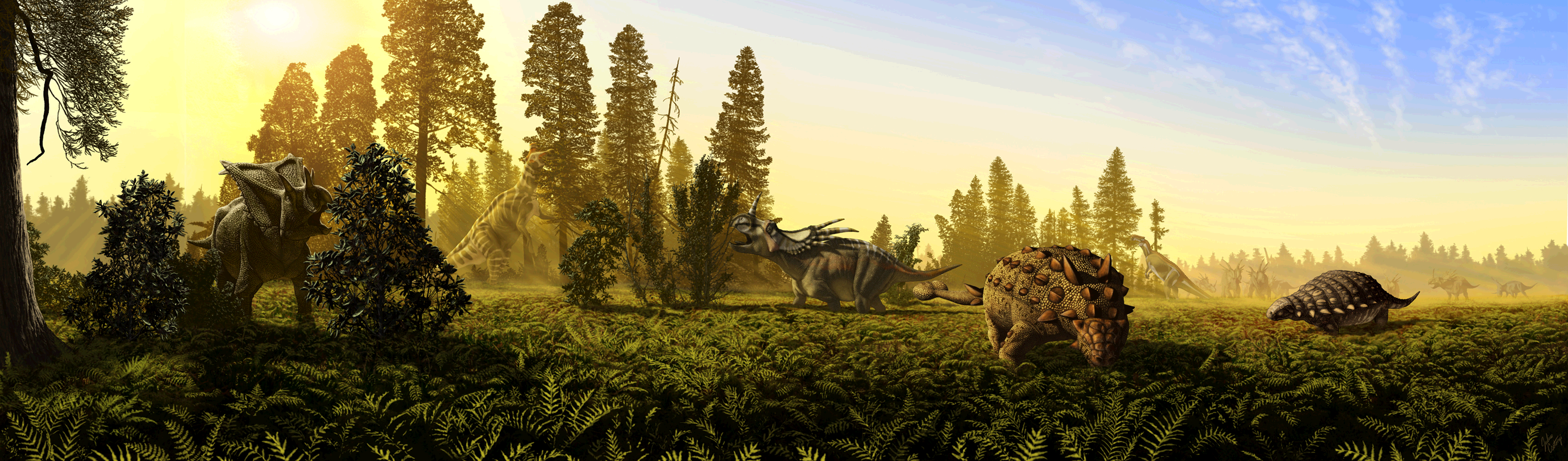
Styracosaurus in zijn habitat

Het gebied werd bejaagd door maar liefst twee reusachtige roofsauriërs: Gorgosaurus en een nog onbenoemde soort van Daspletosaurus. Het is wel verondersteld dat Gorgosaurus zich in het eten van de snellere Euornithopoda specialiseerde terwijl de zwaardere Daspletosaurus dan Styracosaurus als buit had. Grote roofdieren vertonen echter meestal vrij generalistisch en opportunistisch jachtgedrag en ook Gorgosaurus zal dus, als de gelegenheid zich voordeed, Styracosaurus aangevallen hebben. Al die ongewenste aandacht kon afgeweerd worden door de hoorn op de neus, een vervaarlijk en dodelijk wapen. Ook de kraagstekels konden ter verdediging dienen: ze beschermden de nek en de rug en konden zelfs met een zijdelingse beweging een dodelijke tegenaanval inzetten. De lange derde stekels werkten als hefbomen die automatisch de neushoorn in het lichaam van een aanvaller dreven als die de fout maakte over het nekschild heen de romp te willen bereiken. Daarnaast gaven ze Styracosaurus een afschrikwekkend uiterlijk. Datzelfde uiterlijk vertoon kon echter ook door mannetjes gebruikt zijn om mee te pronken. Zo'n functie in de seksuele selectie wordt waarschijnlijker gemaakt door het gegeven dat de gevonden kleinere exemplaren relatief kleinere stekels hadden. Pas volwassen dieren verwierven kennelijk een vol 'gewei'; het is door Dodson ook gespeculeerd dat bij de vrouwtjes de stekels klein bleven hoewel in het, overigens beperkte, materiaal geen grote schedels met korte stekels bekend zijn. Daarnaast is het wel verondersteld dat de stekels de dieren in staat stelden een soortonderscheid te maken, aangezien bij de Ceratopidae de rest van het lichaam vrij eenvormig was. Dit lijkt bij Styracosaurus echter geen belangrijk rol te hebben kunnen gespeeld omdat er in zijn tijd verder in het noorden van Noord-Amerika geen ceratopiërs voorkwamen.
Uit de studie uit 2020 blijkt dat jonge dieren kleine driehoekige epiparietalia hadden. Hun neushoorns waren klein dun en naar achteren gekromd. Hun wenkbrauwhoorns waren laag en afgerond. Deze eigenschappen bleven kennelijk behouden tot vlak voor het volwassen worden want het jonge exemplaar heeft een lengte van tachtig procent van volgroeide dieren. Hun P3 was echter al groter. De bulten op de interpariëtaalbalk werden lager bij het volwassen worden.